# Micrófono omnidireccional
Los micrófonos omnidireccionales tienen un diagrama polar de 360° (la circunferencia completa). 
Los micros omnidireccionales tienen una respuesta de sensibilidad constante, lo que significa que capta todos los sonidos independientemente de la dirección desde donde lleguen. 
Su principal inconveniente es que, al captarlo todo, captan tanto lo que queremos como lo que no: ruido del entorno, reflexiones acústicas, etc.
Es un tipo de micrófono más utilizado en radio que en televisión, porque posibilita situar a varias personas alrededor de un solo micrófono. No obstante, no se recomienda en video o televisión, donde no queda estético y donde es más recomendable, utilizar micros direccionales que eliminen los ruidos no deseados como el producido por el movimiento de cámaras, etc. Sin embargo, puede ser recomendable su utilización cuando sea imprescindible seguir los movimientos de un sujeto o cuando haya que grabar grupos numerosos. En estos casos, se puede colocar colgado del techo encima de donde se produzca la acción, por ejemplo, colgado sobre una orquesta (plano lejano sonoro). 
La respuesta omnidireccional, aunque debería ser uniforme, no lo es. Los micrófonos omnidireccionales responden mejor ante frecuencias bajas y medias, que ante las altas. 
Son especialmente conflictivos en cuanto a su captación, los agudos procedentes del frente, lo que se debe a la zona de sombra que se crea por las dimensiones de la propia cápsula microfónica con respecto a la de la onda incidente. Se producen una serie de interferencias destructivas (atenuación de sonido) o constructivas (reforzamiento de estos agudos) e incluso, si el diámetro del diafragma coincide con la longitud de onda, el sonido puede llegar a anularse. 
La respuesta plana omnidireccional sólo se da entre los 20Hz y los 2 kHz. La respuesta óptima se logra con fuentes situadas en torno a los 45° en frecuencias de. Más allá, se perderán agudos y, por lo tanto, el sonido resultará apagado. En los 180° grados la respuesta perderá 6 dB en los agudos con respecto a los graves para una frecuencia de 3KHz, diferencia que conforme aumente la frecuencia será más notable (en los 8 kHz, en los 180°, serán 15 dB).
A pesar de todo, hay micrófonos omnidireccionales de alta calidad que dan una respuesta bastante plana, sin resonancias ni coloraciones, para un amplio margen de frecuencias.